# John Ridgway
John Ridgway (nacido el 4 de mayo de 1940) es un dibujante de cómics británico.

## Carrera
Ridgway empezó su carrera inicialmente como un hobby, dibujando el cómic Commando War Stories, publicado por la editorial británica D.C. Thompson, mientras trabajaba profesionalmente como ingeniero de diseño. En 1984, Ridgway se convirtió en profesional de los cómics a tiempo completo, y empezó a trabajar para 2000 AD, Guttenberghus, Marvel Comics y DC Comics.
El estilo de Ridgway es inmediatamente distinguible debido a su inusual realismo, junto a su línea delicada y bosquejada, combinados para otorgar un aspecto ligeramente anticuado, muy influenciado por el artista británico Frank Hampson. Esta característica le ha hecho ideal para ilustrar cómics como Summer Magic y Los Cinco, de Enid Blyton, ambos desarrollados en los años 60, pero es también una mirada que le sirve para proyectos ambiciosos de ciencia ficción como Babylon 5. Su obra es inusualmente amplia, e incluye trabajos para Doctor Who, Zoids, El Increíble Hulk y Mi nombre es caos.
Ridgway ha sido el responsable de la creación de varias series, como Hellblazer, Luke Kirby y Junker, una prueba de la alta consideración en la que es tenido por muchos editores. También fue el artista elegido para ilustrar al Juez Dredd sin su casco por primera y única vez en la historia que marcaba el 28 aniversario del personaje, la saga "El hombre muerto".
Recientemente, ha empezado a experimentar con la incorporación de elementos infográficos en su obra.